# Грааф, Курт
Курт Йоханнес Грааф (нем. Kurt Johannes Graaf; 8 января 1909, Киль, Германская империя — 2 сентября 1972, Шлезвиг, ФРГ) — немецкий офицер, штурмбаннфюрер СС, командир айнзацкоманды 1c, входившей в состав айнзацгруппы A.

## Биография
Курт Грааф родился 8 января 1909 года в Киле. После окончания школы в Киле получил торговое образование. С 1 апреля по 1 сентября 1928 года работал в фирме Hussfeldt. С 15 сентября 1928 года работал в фирме Dralle в Килле, пока не был осуждён за побои на два месяца заключения. Впоследствии работал в компании в Шлезвиге, связанной с топливной промышленностью, но 1 февраля 1932 года ему пришлось покинуть работу из-за трудовых ограничений. 
В 1929 году стал членом Штурмовых отрядов (СА). 1 января 1930 года вступил в НСДАП (билет № 183351). В том же году вступил в Гитлерюгенд. 27 июля 1932 года был зачислен в ряды СС (№ 36179). В 1933 году поступил на службу в аппарат СД. С 1934 года состоял в секции СД «Восток». В следующем году стал служить в главном управлении СД в Берлине. С 1937 года был начальником штаба секции СД в Висбадене. После основания Главного управления имперской безопасности (РСХА) служил в отделе A5b в составе 1-го ведомства. 
С августа по ноябрь 1942 года возглавлял айнзацкоманду 1c. На этой должности был ответственным за убийства евреев и советских политических комиссаров. Кроме того, был сотрудником организационного штаба айнзацкоманды и командовал ягдкомандой 13. Весной 1943 года был отчитан за половые отношения с русской женщиной, вследствие чего 24 марта 1943 года вернулся в Германию. Впоследствии был зачислен в секцию СД в Шверине, где ему было поручено формирование отдела СД в Нойштетине. После войны проживал в ФРГ.